# Сенчуковская
Сенчуковская — деревня в Шенкурском районе Архангельской области. Входит в состав муниципального образования «Шеговарское».

## География
Деревня расположена в южной части Архангельской области, в таёжной зоне, в пределах северной части Русской равнины, в 36 километрах на север от города Шенкурска, на левом берегу реки Ледь, притока Ваги. Ближайшие населённые пункты: на западе деревня Михеевская, на северо-западе деревня Абрамовская, на юго-востоке, на противоположном берегу реки, деревни Журавлевская, Гришинская и Беркиевская.
Часовой пояс
Сенчуковская, как и вся Архангельская область, находится в часовой зоне МСК (московское время). Смещение применяемого времени относительно UTC составляет +3:00.

## Население
| 2002 | 2010 | 2012 |
| ---- | ---- | ---- |
| 5    | ↗7   | ↘6   |

## История
Указана в «Списке населённых мест по сведениям 1859 года» в составе 2-го стана Шенкурского уезда Архангельской губернии под номером «2392» как «Семчуковская (Шурухина)». Насчитывала 17 дворов, 81 жителя мужского пола и 79 женского.
В «Списке населённых мест Архангельской губернии к 1905 году» деревня Семчуковская (Ширухина) насчитывает 23 двора, 150 мужчин и 158 женщин. В административном отношении деревня входила в состав Предтеченского сельского общества Предтеченской волости.
В марте 1918 года деревня оказывается в составе Шеговарской волости, выделившейся из Предтеченской. На 1 мая 1922 года в поселении 35 дворов, 82 мужчины и 105 женщин.